# Monument naturel Los Pingüinos
Le monument naturel Los Pingüinos (en espagnol : Monumento natural Los Pingüinos) est un monument naturel et une aire protégée du Chili. Situé à 35 kilomètres au nord de Punta Arenas dans la région de Magallanes et de l'Antarctique chilien, il s'étend sur 97 hectares, dont 85 sont situés sur l'île Magdalena et 12 sur l'île Marta. Il est administré par la Corporación Nacional Forestal (CONAF). Créé en 1966 comme parc national, il est reclassé en 1982 en tant que monument naturel.
On y trouve une des colonies de manchots (Spheniscus magellanicus) les plus importantes du sud du Chili. Entre 2001 et 2002, un recensement réalisé sur place dénombra une population de 60 000 couples de manchots de Magellan. On trouve également sur place d'autres espèces telles que des cormorans impériaux (Phalacrocorax atriceps), des laridés (Laridae) et des otaries à crinière (Otaria flavescents).

Le monument naturel Los Pingüinos au centre de la carte.
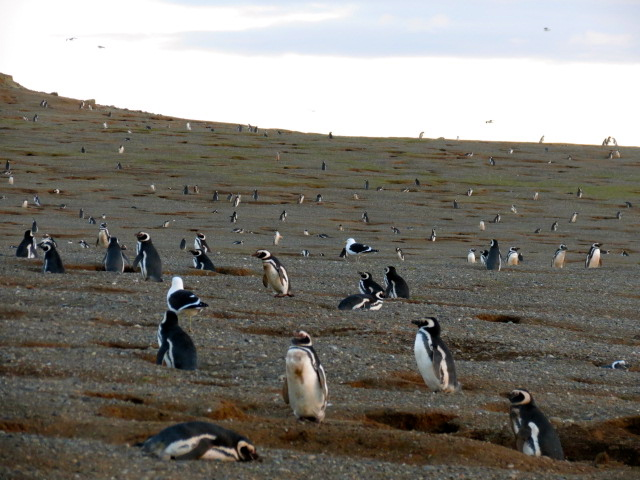
Manchots sur l’île Magdalena.
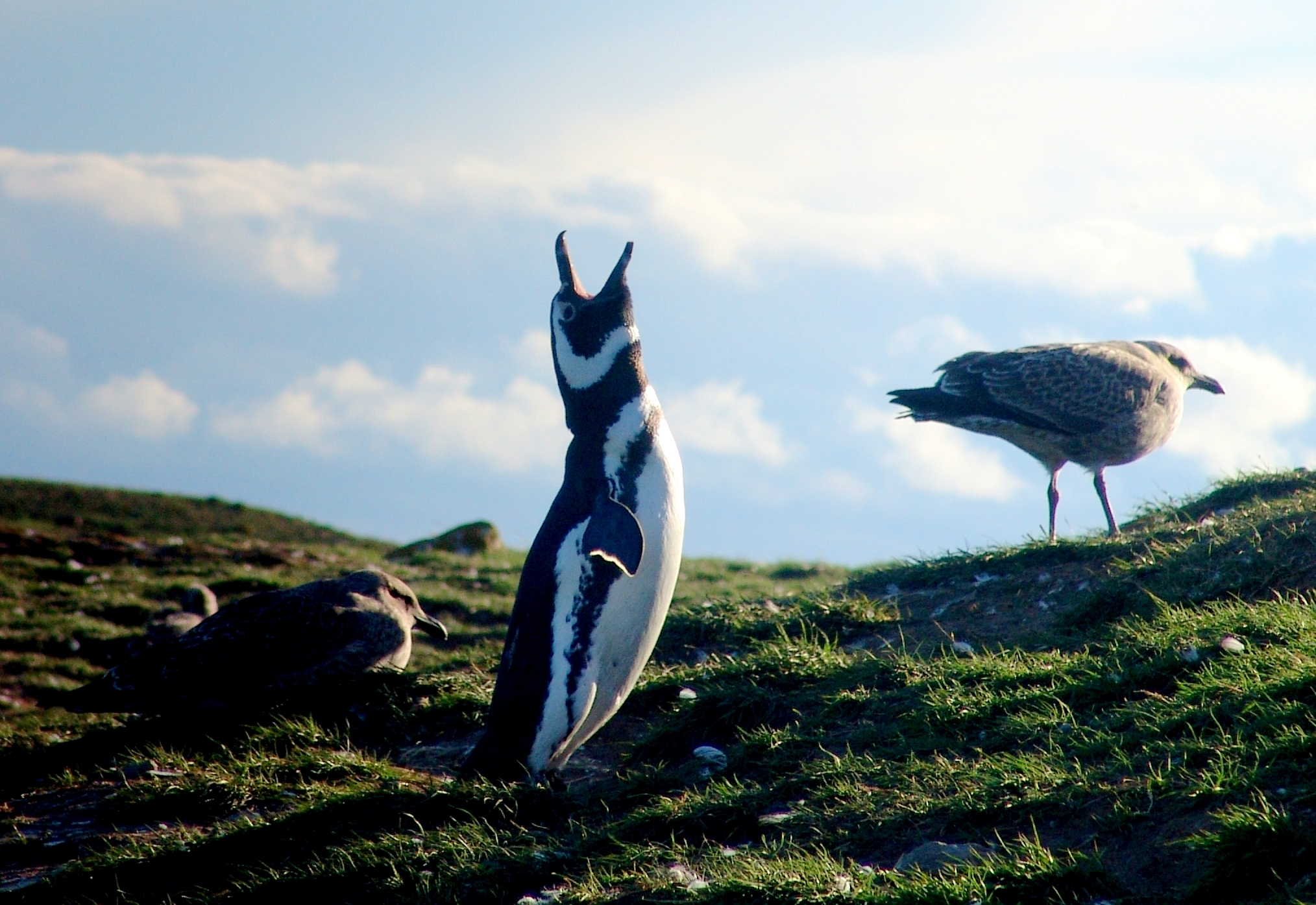
Manchot et mouettes sur l’île Magdalena.